# Штаер, Максим Андреевич
Максим Андреевич Штаер (28 ноября 1978) — украинский футболист, полузащитник. В сезоне 2002/03 стал лучшим бомбардиром украинской Первой лиги.

## Биография
Первым клубом Штаера стала «Нива-Космос», однако в первом же сезоне футболиста в клубе команда была расформирована. Затем Штаер перешёл в «Оболонь», где провёл четыре сезона, сыграл 69 матчей и забил четыре гола. В сезоне 1999/2000 он также выступал за фарм-клуб «пивоваров». После нескольких игр за «Горняк-Спорт» Штаер перешёл в хмельницкое «Подолье». Во втором сезоне с клубом Штаер, не отличавшийся до этого высокой результативностью, забил 15 голов в 32 матчах и стал лучшим бомбардиром Первой лиги. Примечательно, что за сезон 2002/03 Штаер забил почти в два раза больше голов, чем за всю карьеру до того (8 мячей). После года с иванофранковским «Спартаком» в карьере футболиста начался период нестабильности: он менял клуб каждый сезон, редко преодолевая отметку в десять матчей за команду. Его последним клубом стал любительский «Нежин», где он закончил карьеру в 2007 году.